# Montaguto
Montaguto (Mundaùtə in dialetto irpino) è un comune italiano di 333 abitanti della provincia di Avellino in Campania.
Situata ai margini nord-orientali dell'Irpinia, Montaguto sorge su di un'alta collina in posizione dominante sulla valle del Cervaro.

## Geografia fisica

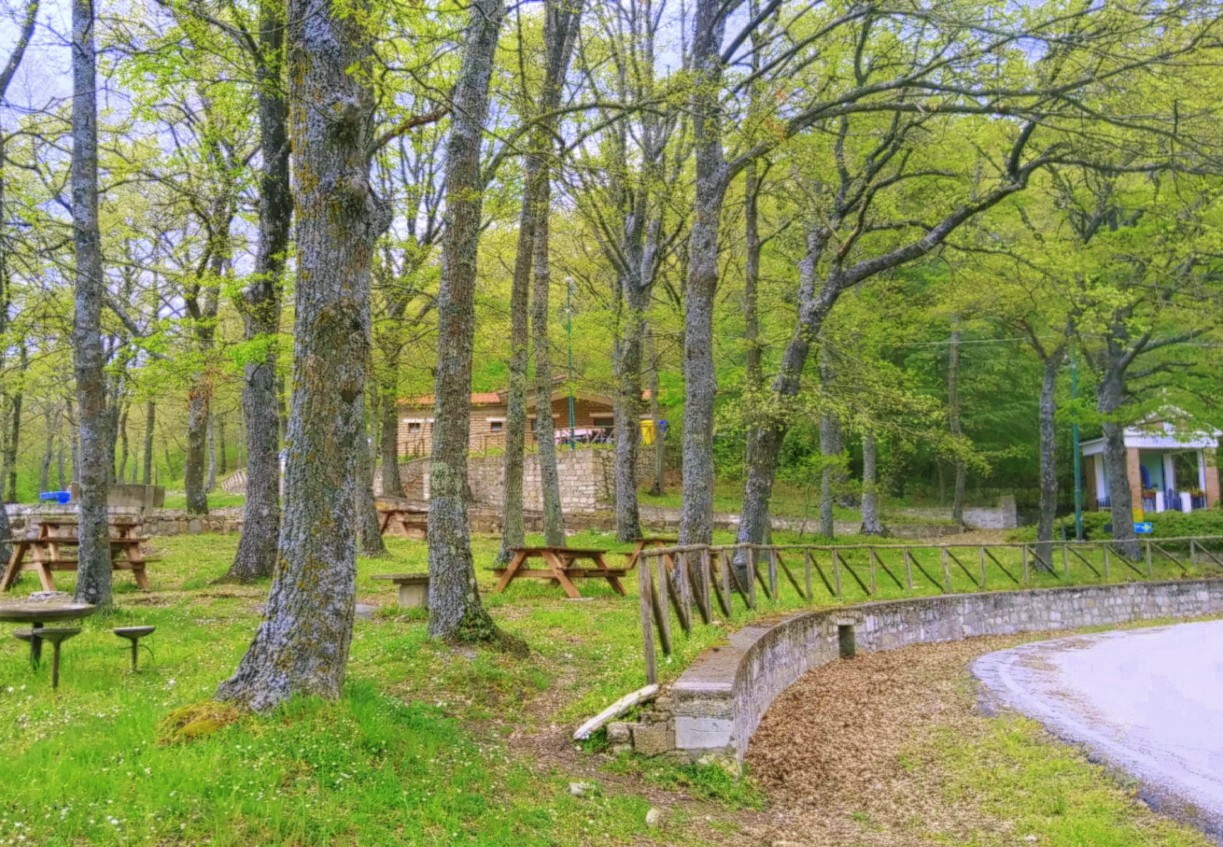
Il bosco di Montaguto

Montaguto è ubicato su di un'altura boscosa a 730 m s.l.m. mentre il suo territorio comunale risulta compreso tra i 351 e i 931 metri. L'escursione altimetrica complessiva risulta quindi essere pari a 580 metri. La stazione ferroviaria, sulla linea Benevento-Foggia, è a otto chilometri dal paese. Il territorio è delimitato a nord dai monti della Daunia (la cosiddetta Montagna) e a sud dal fiume Cervaro. Proprio nella valle del Cervaro era situato l'antico casale di Sambuceto. L'alto sperone roccioso ha condizionato la disposizione topografica dell'abitato, con le case sono ordinate a schiera lungo strade parallele e orientate secondo la direzione orografica. Dal paese la visuale panoramica è assai ampia e si estende dai monti del Matese fino al Tavoliere delle Puglie. Il paesaggio, seppur ricco di vegetazione e a tratti scosceso, appare discretamente coltivato..

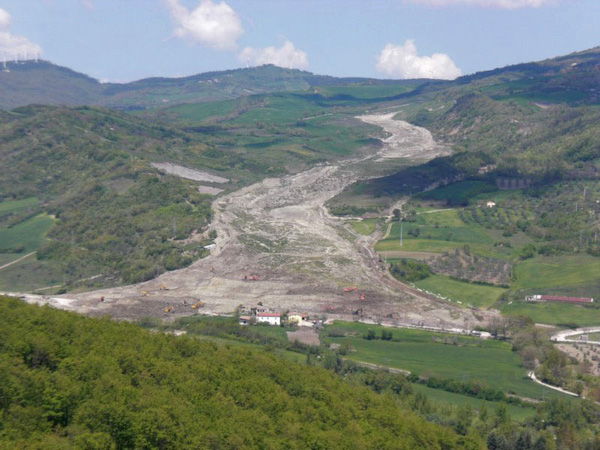
La frana di Montaguto vista dalla strada che da Savignano Irpino conduce a Montaguto Scalo

Fra il 2006 e il 2011 una colata di terra di grandi dimensioni, la frana di Montaguto, invase la strada statale 90 delle Puglie e l'adiacente linea ferroviaria determinandone la temporanea chiusura.

### Clima
La stazione meteorologica di Ariano Irpino, situata quasi alla stessa altitudine e distante solo 17 km in linea d'aria, costituisce il riferimento per Montaguto.
Il clima è di tipo temperato-fresco e ventilato con piovosità moderata e nevicate invernali, mentre il territorio comunale è ricco di sorgenti e di boschi (specialmente querceti e cerreti).

## Origini del nome
Secondo una tradizione i primi abitatori, provenienti dal sottostante casale di "Sambucéto" (Saucìto in dialetto irpino), giunsero nel sito attuale chiamandolo "Monte alto" (Mont'àuto in dialetto), nome che col tempo passò a Montaùto, poi Montaguto. Più verosimilmente il toponimo deriva da "Monte acuto", ossia "monte aguzzo".

## Storia

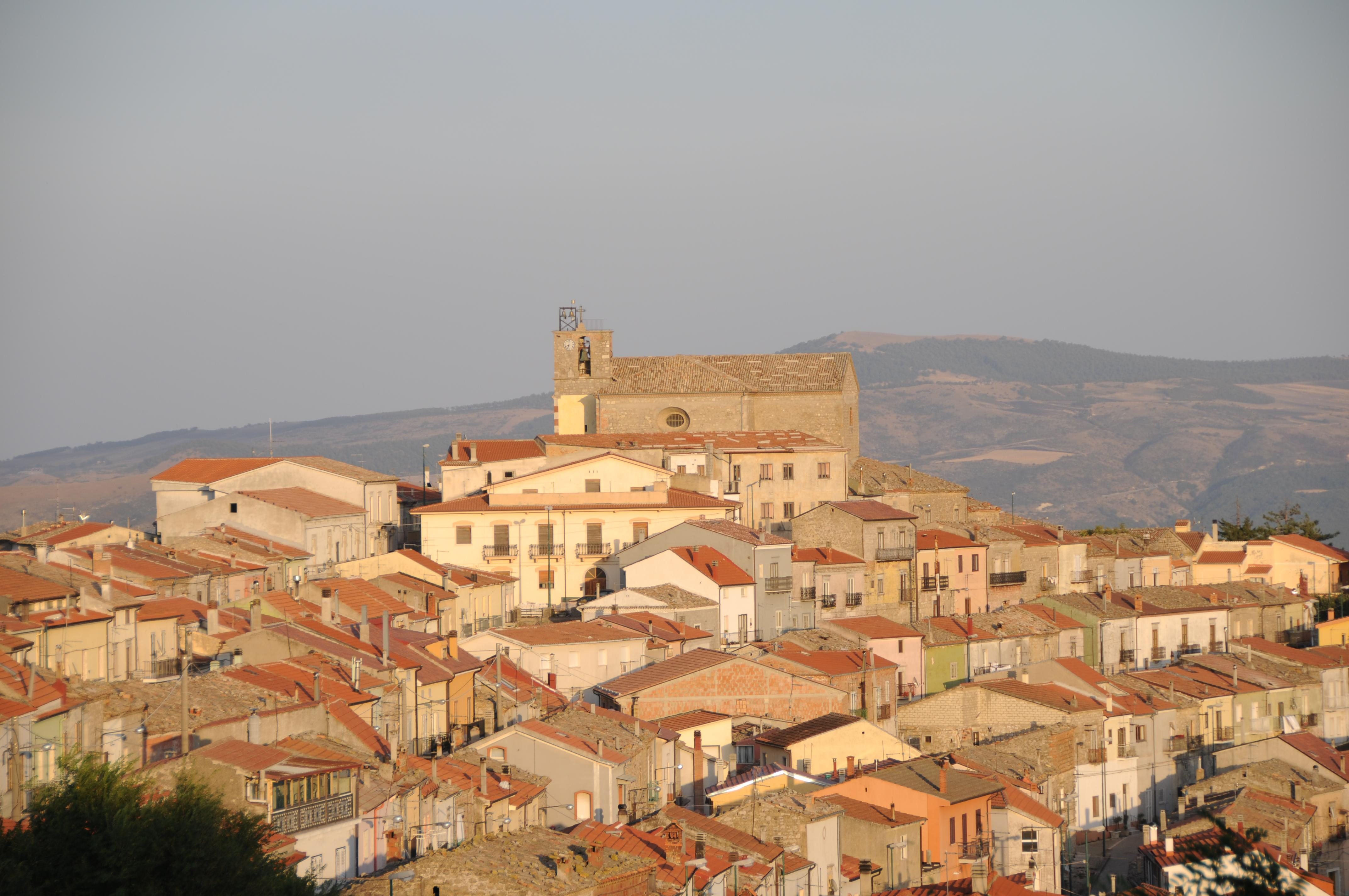
Scorcio del paese

Il borgo è citato per la prima volta in un documento (risalente al 950 circa) della diocesi di Bovino, in cui è riconosciuto come parrocchia. Al 1179 risale invece la prima attestazione del casale di Sambuceto, poi decaduto e infine aggregato proprio a Montaguto, nel frattempo assegnato alla baronia di Flumeri.
Nei secoli XIII-XIV il borgo ha ospitato una folta comunità di valdesi. Successivamente una serie epidemie e terremoti ridussero però la popolazione ai minimi termini, tanto che nel 1660 i fuochi (ossia le famiglie assoggettate al pagamento delle tasse) erano solo tre. Nel secolo XVIII si registrò invece una ripresa demografica che culminerà nell'Ottocento. A partire invece dalla seconda metà del secolo XX si verificò invece un drastico calo della popolazione residente.
Montaguto venne eretto in principato con Diploma vicereale del 1 dicembre 1703 in persona di Luigi Pinto y Mendoza che aveva ereditato dalla madre il feudo di Montaguto assieme a quello di Romagnano. Dai Pinto passò in eredità ai Spinelli principi di Cariati che lo tennero fino all'eversione della feudalità.
Dagli Spinelli passò alla famiglia Friozzi che fu l'ultima ad esserne investita.

### Simboli
Lo stemma e il gonfalone sono stati concessi con decreto del presidente della Repubblica del 6 agosto 1988.
Lo stemma, documentato già nel 1753, è un'arma parlante.
Il gonfalone è un drappo troncato di giallo e di azzurro.

## Monumenti e luoghi d'interesse

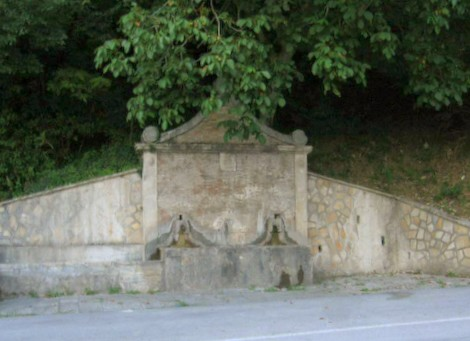
La fontana di Sofia

### Le fontane
Montaguto si caratterizza per la grande abbondanza di sorgenti e fontane. Fra queste ultime spiccano per antichità la Fontana Del Basso, la Fontana della noce e la Fontana vecchia, quest'ultima ricostruita e inaugurata il 10 maggio 1539 come riportato da un'iscrizione. La Fontana preziosa, situata lungo la strada di Orsara a circa 800 metri dal paese, era detta “preziosa” perché così la chiamava la principessa di Cariati Cristina Spinelli Savelli allorché si faceva portare a Napoli, da un barocciaio, sette barili di quell'acqua alla settimana e che per successione della nonna godeva del titolo di V Principessa di Montaguto. La Fontana paolina, situata a breve distanza dalla precedente, era detta così dal nome di un burbero pecoraio del posto. La Fontana del ponte (delle fontanelle) venne fatta costruire nel 1875 dall'allora sindaco Della Rovere a una certa distanza dal centro abitato lungo un viale alberato; in seguito vi fu aggiunto un lavatoio comunale. La Fontana nuova e la vicina Fontana di Fragola furono invece edificate nel 1876 dall'allora sindaco Antonio Pepe presso il largo Fiera.

## Società

### Evoluzione demografica
Abitanti censiti

### Religione
Dopo aver fatto parte della diocesi di Bovino per molti secoli, dal 1978 il territorio di Montaguto è aggregato alla diocesi di Ariano Irpino-Lacedonia.

## Cultura

### Biblioteche
- Biblioteca Comunale, Via Pepe 15

### Festività locali
- Festa di San Michele - 14 maggio
- Madonna Di Valleverde - Terza domenica di maggio
- Festa di Sant'Antonio - 18 giugno
- Festa di San Crescenzo - Tra il 10 e il 15 agosto
- Sagra dei Cicatielli - 19 agosto
- Festa del Bosco - agosto

## Economia
Risultano insistere sul territorio del comune 3 attività industriali con 20 addetti pari al  20,60% della forza lavoro occupata, 6 attività di servizio con 15 addetti pari al 13,58% della forza lavoro occupata, altre 2 attività varie con 7 addetti pari al 3,60% della forza lavoro occupata e 3 attività amministrative con 14 addetti pari al 13,21% della forza lavoro occupata. Risultano occupati complessivamente 46 individui, pari al 13,37% del numero complessivo di abitanti del comune.
La agricoltura e la pastorizia caratterizza buona parte delle attività dell'intera zona, in cui si producono ortofrutta, cereali, ma anche olio di buona qualità, mentre è rinomata la lavorazione dei formaggi. Sviluppata è anche l'apicoltura.

## Infrastrutture e trasporti
Montaguto dista 6 km dalla sua stazione ferroviaria (non servita da alcun treno e autosostituita dalla fine del 2010), 5 km dalla strada statale 90 delle Puglie per la strada provinciale e solo 3 km per l'ex mulattiera. Quest'ultima via però è molto ripida, con il 70% di pendenza.
Tra il 2006 e il 2011 tanto la ferrovia quanto la strada statale furono temporaneamente chiuse a causa della frana di Montaguto.

### Mobilità
Nei giorni lavorativi le autolinee AIR effettuano collegamenti giornalieri con Ariano Irpino, distante circa 26 km.

## Amministrazione

### Altre informazioni amministrative
Il comune fa parte della Comunità montana dell'Ufita.

## Sport

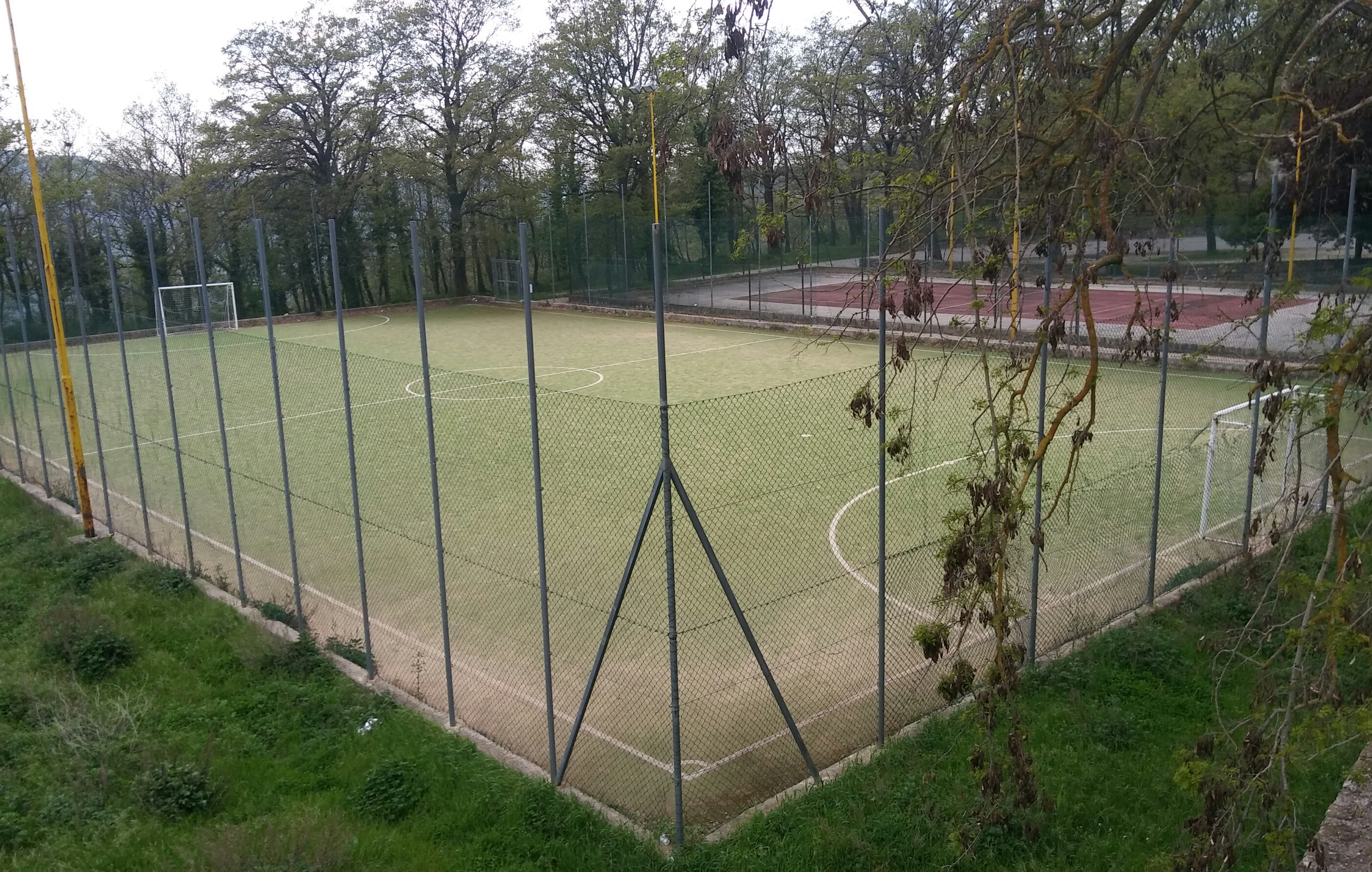

Il complesso sportivo comunale, composto da un campo da calcetto e uno da tennis, sorge all'interno del bosco di Montaguto lungo la strada provinciale che conduce al centro abitato.